# Sphaerodactylus streptophorus
Sphaerodactylus streptophorus е вид влечуго от семейство Sphaerodactylidae. Видът не е застрашен от изчезване.

## Разпространение и местообитание
Разпространен е в Доминиканска република и Хаити.
Обитава градски местности, плата и плантации.